# 저격자 (1996년 영화)
《저격자》(영어: Past Perfect)는 미국과 캐나다에서 제작된 조너선 히프 감독의 1996년 액션 SF 비디오 영화이다. 에릭 로버츠 등이 출연하였고, 제임스 섀빅 등이 제작에 참여하였다.

## 출연진
- 에릭 로버츠
- 로리 홀든
- 닉 맨쿠소
- 솔 루비넥
- 마크 힐드레스
- 이 지 초
- 에밀리 퍼킨스
- 타이 러니언

## 기타 제작진
- 배역: 로잰 밀리컨